# Caorches-Saint-Nicolas
Caorches-Saint-Nicolas är en kommun i departementet Eure i regionen Normandie i norra Frankrike. Kommunen ligger i kantonen Bernay-Ouest som tillhör arrondissementet Bernay. År 2022 hade Caorches-Saint-Nicolas 603 invånare.

## Befolkningsutveckling
Antalet invånare i kommunen Caorches-Saint-Nicolas
Referens:INSEE